# 願勝寺
願勝寺（がんしょうじ）は、徳島県美馬市美馬町の寺町にある真言宗御室派の寺院である。山号は宝壺山。本尊は阿弥陀如来像。新四国曼荼羅霊場68番札所。
山門は国の登録有形文化財。庭園は県指定名勝。にし阿波お勧めビューポイント100選選定。阿波西国三十三観音霊場30番札所。

## 歴史
『郡里町史』に収録された「願勝寺歴代系譜」によれば、天智天皇の時代に、「忌部大祭主」であった玉満宿禰が、父・玉垣宿禰の弟であり、当時都にて元興寺の福亮法師の弟子となり斉明天皇の戒師であった福明律師（俗名・忌部五十麿）のために「維摩寺」を建立したのが始まりであるとされる。
あるいは、奈良時代に忌部五十麿が祖父・岩木宿禰のために建立したともされる。
その後、朱鳥元年（686年）に律師が亡くなったため、その名を残すために維摩寺を改めて福明寺とした。
平安時代、崇徳上皇に仕えた阿波内侍が上皇の菩堤を弔うため都に建てた願勝寺を、母の生国の阿波の維摩寺に移し願勝寺となる。
その後、歴代守護や藩主の庇護を受け郡内を代表する寺院となる。2009年（平成21年）1月8日に国の登録有形文化財に登録された山門（明治時代）、天竜寺と同一手法の滝組で、1998年（平成10年）8月11日に県の名勝に指定された願勝寺庭園（室町時代）、県内最古の博物館である美馬市立郷土博物館がある。

### 「願勝寺歴代系譜」に見える住職
「願勝寺歴代系譜」に見える歴代の住職の名と系譜は以下の通りである（ただし、あくまで「歴代系譜」の中での話であり、事実であったかは不明）。
- 初代・福明律師
俗名は忌部五十麿。玉垣宿禰の弟であり、都にて元興寺の福亮法師の弟子となり斉明天皇の戒師となった。

- 二代・福淵僧都
麻殖忌部布刀淵の三男であり、幼名を淵麿といった。福明師の弟子となり、師名の福の字を継ぎ、名を福淵と改めた。

- 三代・大福上人
忌部大祭主玉淵宿禰の三男。

- 四代・実厳法師
外山忌部麻植正信の三男であり、大福上人の嫡弟〔ママ〕。忌部大祭主阿刀弗宿禰の命によって福生寺に転住した。

- 五代・実念法師
讃岐国綾郡林田荘司景任の末子。

- 六代・智由上人
幼名は虎童といい、讃岐国山田郡殖田上村出身。父は殖田高麿、母は阿波忌部石勝の女。

- 七代・智鑑
阿波郡秋月郷の人で、父は服部良麿。

- 八代・智光
忌部高光の弟。福明寺（後の願勝寺）の住職となった。天暦4年には高光の長子・定光が「唐戶丸」退治の際に賊の矢に当たり、久米山にて病死したという。

- 九代・智覚
忌部氏の人・麻植正種の次男。安和2年、大祭主・麻植基光が勅命を奉り、忌部神社の祭祀を行うことになった際に、智覚が読経した。

- 十代・徳光
忌部信光の二弟〔ママ〕。

- 十一代・随伝
板野郡田上の人で、忌部氏出身。永承4年に、大祭主・麻植正光の命によって仏舎利2粒を忌部八倉に奉り、舎利堂を建立したところ、正光自身も感銘し、神務を子・正光〔ママ〕（忠光か）に譲り仏門に入った。
正光の娘の「麻」は信西の妾となり、阿波内侍の母となった。崇徳天皇の寵愛を受け、天皇の死後は出家し、麻植正遠の二男・了海上人に師事したという。
正光の子・忠光も壮年ながらにして父の志を継ぎ、神務を子・為光に譲り、出家して蓮光法師と号した。

- 十二代・了海上人
随伝上人の譲りを受けた。紀の民部大輔光季〔ママ〕や、阿波民部大輔紀の成長（田口成良）と心を合せ、讃岐国屋島に城を築き四国・中国地方を従えたという。しかし、治承・寿永の乱の際、平家方が劣勢になると、阿波民部成良は忌部大祭主・麻植邦光らを頼り、寿永2年に帝王（安徳天皇）を麻植の奥山に隠し、平教盛の子・平国盛の嫡男・国若丸を天皇の身代わりとした。真の安徳天皇は麻植正高の末子と偽り、麻植の山奥で育てたという。

- 十三代・忍海上人
了海上人の弟子。讃岐国香川郡笠居の人で、父は真鍋又四郎祐宗。承久の乱の際は、麻植氏の一族阿波太郎入道淨心阿波三位信成と共に後鳥羽上皇方についた。

- 十四代・行智上人
麻植正径の次男。

- 十五代・行念上人

- 十六代・行真上人
忌部大祭主・麻殖親光の弟にして、北条遠江守在時の末子〔ママ〕とされる。

（中略）
- 二十一代・月心上人
忌部大祭主・麻殖利光の弟。

- 二十二代・鏡智上人
讃岐国十河の人で、父は十河重保といい、景行天皇の子・神櫛王の末裔で、忌部祭主・麻植利光の家に居候していた。

- 二十三代・觀月上人
田口氏出身で、父・田口正道は名西郡桜間郷の住人であり、阿波民部大輔成良（田口成良）の子田內左エ門成直（田口教能か）の末裔とされる。

- 二十四代・快念法師
下野国那須郷の那須資義の次男。忌部神社の大祭主・麻植持光を頼り阿波国に移住したという。

## 文化財
国の登録有形文化財
- 山門（明治時代）

徳島県指定名勝
- 願勝寺庭園（室町時代）

## 前後の札所
新四国曼荼羅霊場
67番 瀧寺 ---- 68番 願勝寺 ---- 69番 神宮寺

## 交通
- 徳島自動車道「美馬インターチェンジ」より車で約5分。